# テド・アブジャンダゼ
テド・アブジャンダゼ（グルジア語: თედო აბჟანდაძე、グルジア語ラテン翻字: Tedo Abzhandadze、1999年6月13日 – ）は、ジョージアのラグビーユニオン選手。プロD2・スタッド・オーリヤコワ・カンタル・オーヴェルニュに所属。

## 概要
主たるポジションはスタンドオフ。
2017年のU-20世界選手権にジョージア代表として招集され、全5試合に出場した。